# Ming (molusco)
Parte esquerda da concha de Ming.
Ming (c. 1499 — novembro de 2006) foi um molusco da espécie Arcticidae que se tornou notório em 2006, ao entrar no Guinness Book como "o animal não-colonial mais mais velho já descoberto cuja idade poderia ser precisamente determinada".
"Quando este animal nasceu, Shakespeare ainda não havia escrito as suas principais peças e Giordano Bruno foi queimado em praça pública por afirmar que o Sol, e não a Terra, era o centro do universo".—  Pesquisadores, em nota à imprensa
Ele foi chamado de Ming pelos jornalistas do Sunday Times, em referência à dinastia Ming, durante a qual nasceu.

## Ciclo de vida
Ming era um bivalve islandês cujo nome científico é Arcticidae.[carece de fontes?] O longo ciclo de sua existência é explicado por seu metabolismo lento, com baixo consumo de oxigênio. Depois de sua morte, o molusco recebeu o nome de "Ming" — referência à dinastia chinesa reinante na época do seu nascimento.

## Morte
Ming foi morto em 2006, aos 507 anos, quando cientistas britânicos — sem saber ao certo a idade do molusco — abriram sua concha para estudar detalhadamente a espécie e precisar sua idade, até então desconhecida.
Mesmo após sua morte, os cientistas usam o molusco para estudar as mudanças climáticas que ocorreram no planeta desde o ano de 1500, uma vez que os anéis encontrados em sua concha guardam informações importantes sobre as mudanças climáticas que ocorreram ao longo do tempo.
"O molusco Ming nos dá uma linha do tempo da temperatura do oceano ano a ano. Isso é incrível e fascinante. (...) É importante para o nosso entendimento sobre o quanto as mudanças nos oceanos afetam o clima na Terra".— Pesquisadores, em nota a imprensa